# Kowadło chmurowe
incus (inc) (łac. kowadło, pol. kowadło chmurowe) – górna część chmury Cumulonimbus, rozpostarta w kształcie kowadła. Z wyglądu jest gładka, włóknista lub prążkowana.
W terminologii meteorologicznej kowadłem nazywa się najczęściej górną część rozwiniętej chmury cumulonimbus. W klasyfikacji chmur używa się nazwy incus na oznaczenie kowadła. Kowadło jest związane z procesem ruchów wstępujących powietrza, które transportują wilgoć i – skraplając się – tworzą chmury. Ruch wstępujący jest osłabiany w górnych warstwach atmosfery przez bardziej stabilną atmosferę oraz przez odcięcie od źródła ciepła. Powoduje to poziome rozprzestrzenianie się powietrza i chmury, tak że górna część jest znacznie rozleglejsza, co daje wrażenie „kowadła”.  Kowadło chmurowe jest oznaką nadchodzącej burzy i związanego z nią prądu zstępującego powietrza (co powoduje porywiste wiatry).
Ogólniej, używa się pojęcia kowadło cirrusowe (ang. cirrus anvil) związane z głęboką konwekcją, najczęściej w tropikach. Np. pozostałość mezoskalowego systemu konwekcyjnego, pozostałość cyklonu tropikalnego, czy cirrus anvil związany z przejściem oscylacji Maddena-Juliana.